# 住田洋
住田 洋（すみだ ひろし、1974年1月9日 - ）は、ジョイスタッフ所属のフリーアナウンサー。元テレビ愛媛アナウンサー。血液型A型。

## 人物・経歴
埼玉県生まれ。大阪府、奈良県で育ち、大阪・明星高校、宮崎大学教育学部卒業後、1998年にテレビ愛媛入社。「一番出し!EBCスーパーニュース」を川添永津子、一色美和、高山景子、橋本利恵と担当。スポーツディレクターとしてアテネ五輪を取材したほか、県政記者クラブに所属し記者活動も行っていた。2000年度に第17回FNSアナウンス大賞アナウンス賞奨励賞を受賞。
2008年に退社し、フリーアナウンサーに転向した。現在はJ SPORTSでラグビー・バレーボール・卓球・フィギュアスケート実況、WOWOWでテニス・ゴルフ・ラグビー実況も行っている。また、2015年10月からは、あさチャン!（TBS）の中継・取材リポーターとしても出演していた。

## 主な出演番組
- ラグビーワールドカップ、ジャパンラグビー リーグワン、高校・大学などラグビー実況（J SPORTS）
- シックス・ネイションズ、スーパーラグビー、ザ・ラグビーチャンピオンシップ、オータム・ネイションズシリーズ実況（WOWOW）
- 全国高校野球選手権 栃木大会実況（とちぎテレビ、2010年 - ）
- プロ野球ファーム中継（イージースポーツ）
- バレーボール Vリーグ 中継（V.TV イージースポーツ）
- フットサル Fリーグ 中継（FリーグTV）
- オーディオブック「新もういちど読む山川日本史」ナレーター
- 映画「ドライブ・マイ・カー」アナウンサー役

### 過去の出演番組
- あさチャン!中継・取材リポーター（TBS）
- ラグビー中継実況（J SPORTS）
- ラグビーウイークリー MC（BS朝日）
- フランスリーグ「TOP14」実況（WOWOW）
- 全国高校野球選手権 千葉大会実況（チバテレ、2011年）
- 全米オープンテニス、車いすテニス実況（WOWOW）
- LPGA女子ゴルフツアー実況（WOWOW）
- 世界卓球選手権、荻村杯国際卓球選手権大会実況（J SPORTS）
- 世界フィギュアスケート選手権、四大陸フィギュアスケート選手権実況（J SPORTS）
- ラクロス中継実況（CSテレ朝チャンネル）
- 全日本スカッシュ選手権、東アジアスカッシュ選手権実況
- 夕なび湘南〜横浜「ざっくぅ対決！」実況（J:COM湘南）
- 宝くじドカーンと2億円スペシャル（とちぎテレビ）MC
- 伝説の妖怪ハンターになろう！（J:COM）Na
- 江東ワイドスクエア（東京ベイネットワーク）Na
- 野田聖子少子化対策担当大臣インタビュー（内閣府子ども・子育て本部YouTubeチャンネル）
- 有田Pおもてなす（NHK）リポーター役
- 未来予言ＴＶ ノストラダムス！！（フジテレビ）リポーター
- オモクリ監督（フジテレビ）ニュースアナ役
- 前橋競輪中継司会
- 東京シティ競馬中継
- TOKYO FM NEWS
- コンシェルジュ神奈川（tvk）
- ドラマ「官僚たちの夏」（TBSテレビ）
- ドラマ「蜜の味〜A Taste Of Honey〜」（フジテレビ）
- ドラマ「Tokyo Woman」（フジテレビ）
- ドラマ「パレートの誤算」（WOWOW）
- ドラマ「ギバーテイカー」（WOWOW）
- ドラマ「猿に会う」（dTV）
- 映画「ドライブ・マイ・カー」
- 映画「白ゆき姫殺人事件」
- 映画「アイアムアヒーロー」
- 映画「僕だけがいない街」
- 映画「シン・ゴジラ」[1]